# Thomas Flatman
Pour les articles homonymes, voir Flatman.
Thomas Flatman, né le 21 février 1635 et mort le 8 décembre 1688, est un poète, graveur et peintre miniature anglais. Il y a plusieurs éditions de ses Poems and Songs (1674). L'un de ses autoportraits se trouve au Victoria and Albert Museum. Un portrait de Charles II se trouve dans la collection Wallace, à Londres. Ses miniatures se distinguent par leur vitalité.

## Biographie
Flatman, né à Aldersgate Street, est le fils d'un commis de la chancellerie. Il fait ses études au Winchester College. Il poursuit ses études au New College, Oxford puis au New College, Oxford. Il est admis au barreau en 1662 bien qu'il semble n'avoir jamais exercé la profession d'avocat. Il est un royaliste convaincu et l'un de ses poèmes célèbre le retour de Charles II en 1660 après l'effondrement de la République Cromwellienne.
Parmi ses premiers vers, on trouve des lignes préfixées à Graphice (1658) par Sir William Sanderson (les Baronets Sanderson), une œuvre contenant une description de l'art de la peinture miniature, basée sur les écrits d'Edward Norgate. Flatman partage sa carrière entre l'écriture de poésie (dans laquelle son tempérament religieux sérieux est révélé) et la peinture de portraits en miniature et la gravure en manière noire. Un homme polyvalent, il est nommé Fellow de la Royal Society nouvellement fondée en 1668. Un certain nombre de ses amis sont des ecclésiastiques éminents, et beaucoup de ses baby-sitters étaient issus de l'Église et d'autres cercles intellectuels.
Alexander Chalmers attribue l'œuvre satirique Don Juan Lamberto, oor a Comical History of the late Times à Flatman dans son entrée dans le General Biographical Dictionary de 1812-1817.